# Saccocalyx
Saccocalyx  é um gênero botânico da família Lamiaceae

## Espécies
| - Saccocalyx calycinus - Saccocalyx coluteoides - Saccocalyx follicularis - Saccocalyx halicacabus - Saccocalyx laguroides | - Saccocalyx lineatus - Saccocalyx lupulinus - Saccocalyx satureioides - Saccocalyx tumidus - Saccocalyx vulnerariae |